# Henk Bemboom
Johannes Hendrikus (Henk) Bemboom, oorspronkelijk Johannes Hendrikus Bembom (Slagharen, 20 februari 1921 – aldaar, 27 mei 2014), was een Nederlands ondernemer. Hij was de oprichter en eigenaar van Attractiepark Slagharen.

## Biografie
Op zijn twaalfde, na de lagere school, ging Bemboom bij zijn vader werken op de markt. Naast de markthandel had zijn vader een winkel in Slagharen. Toen deze in 1944 bij een treinongeluk stierf nam Henk Bemboom de zaak over. Later, in 1950, opende hij een textielfabriek in Slagharen onder de naam Tricotagefabriek 'Labora'. In 1954 startte hij met rondreizen als handelaar. Hij bezat shetlandpony's waarop de kinderen van de klanten een ritje konden maken.
Toen de winkel in Slagharen steeds minder goed draaide, besloot hij in 1963 huisjes neer te zetten op een weiland in Slagharen en deze te verhuren. Bij elk huisje hoorde ook een shetlandpony. Bemboom gaf het gebied de naam Shetland Ponypark Slagharen. Later werd er ook een zwembad gebouwd en in de loop der jaren kwamen er steeds meer attracties bij. Het vroegere Shetland Ponypark groeide via de later naam Ponypark uit tot het huidige Attractie- & Vakantiepark Slagharen.  
In 1982 werd Bemboom benoemd tot ridder in de Orde van Oranje-Nassau. 
In 1990 liet hij Attractiepark Slagharen over aan zijn kinderen, Bouwe en Henric Bemboom. Deze beheerden het park verder, tot ze het uiteindelijk doorverkochten in 2012 aan de Spaanse attractieparkengroep Parques Reunidos.
Bemboom overleed in 2014 op 93-jarige leeftijd.
Ter nagedachtenis werd een plein in Slagharen in 2021 hernoemd in Henk Bemboomplein. In 2022 verscheen er een boek geschreven door Vincent Wols onder titel 'Henk Bemboom's 'Rollercoaster Life' in 'Een Wereld van Plezier' over het leven van Bemboom. 